# Kiểm soát giết mổ động vật
Kiểm soát giết mổ động vật bao gồm các hoạt động kiểm tra trước và sau khi giết mổ động vật nhằm phát hiện, xử lý, ngăn chặn các yếu tố gây bệnh, gây hại cho động vật, sức khỏe con người và môi trường; đồng thời đảm bảo các vấn đề về quyền động vật theo quy định.

## Yêu cầu của động vật trước khi giết mổ
Động vật trước khi giết mổ phải có nguồn gốc, xuất xứ rõ ràng; khỏe mạnh, đảm bảo các yêu cầu về vệ sinh thú y. Đối với động vật bị thương, kiệt sức do quá trình vận chuyển mà không có khả năng phục hồi, không có biểu hiện mắc bệnh truyền nhiễm thì được phép giết mổ trước.

## Quy trình kiểm soát

### Trước khi giết mổ
- Kiểm tra hồ sơ vật nuôi trước giết mổ
- Kiểm tra người thực hiện giết mổ
- Kiểm tra lâm sàng động vật trước khi giết mổ[2]

### Kiểm tra sau giết mổ
- Khám đầu, phủ tạng, thân thịt....[2]